# Kendié
Kendié is een gemeente (commune) in de regio Mopti in Mali. De gemeente telt 25.500 inwoners (2009).